# WWE 2K16
WWE 2K16 је видео игра професионалног рвања коју је развио Yuke's, а објавио 2K Sports за Мајкрософт Виндовс, Плејстејшн 3, Плејстејшн 4, Иксбокс 360 и Иксбокс Један. То је наставак WWE 2K15, а наследио га је WWE 2K17. Објављена је 27. октобра 2015. у Северној Америци и 30. октобра 2015. у Европи, док је за рачунаре објављена 11. марта 2016.

## Играње

### Игра
2K је објавио на својим налозима на друштвеним мрежама да ће WWE 2K16 имати „највећи списак у историји игре“, са преко 120 јединствених ликова за игру, скоро дупло више од 67 колико их је било у прошлогодишњој игрици. Програмер за игру је затим појаснио да број од 120 јединствених ликова који се могу играти не укључује потенцијални ДЛЦ и да је свих 120 ликова укључено и да ће бити пуштено уз игру. 2K је открио да упркос „притисцима колико год смо могли“ да их укључимо, из „различитих разлога“, Саша Бенкс, Шарлот, Беки Линч и Бејли (Четири коњанице NXT-а) неће бити у игра или укључена као ДЛЦ. 2K је такође открио да им је WWE ускратио укључивање Кодија Роудса као себе у игру, иако је он био укључен као његов трик Стардаст. Халк Хоган је најављен као део игре, али је касно у развоју због објављивања контроверзних расних изјава које је раније дао. 2K16 садржи 26 рвачких суперзвезда које дебитују у франшизи WWE игара.

### Слика и аудио
Коментаторски тим је проширен на три члана, а Џон "Брадшо" Лејфилд се придружио Мајклу Колу и Џерију "Краљу" Лолеру. Џим Рос се враћа да зове мечеве заједно са Лолером у излогу Стива Остина. Игра садржи нову физику тканине и анимације, стварајући реалистичнију одећу. Разноврсност гледатеља је такође побољшана. Физика косе и карактеристике знојења су побољшане. У верзијама за Плејстешјн 3 и Иксбокс 360, само Мајкл Кол и Џери „Краљ“ Лолер су присутни за коментаре ван режима Showcase. WWE 2K16 има лиценцирани звучни запис који се састоји од дванаест песама, а корисници могу да користе улазну тематску песму суперзвезде/Диве која ће се пуштати у менију.

### Режими игре

#### 2K Showcase
Режим 2K Showcase се такође враћа, са излогом који детаљно описује каријеру насловне звезде „Стон Колд“ Стива Остина. Други излог постаје доступан само уз куповину ДЛЦ пакета 'Hall of Fame', колекције класичних мечева са сваким од учесника у класи WWE Hall of Fame 2015. (осим Арнолда Шварценегера).

#### MyCareer
MyCareer се враћа из 2K15, а 2K тврди да ће режим бити значајно проширен у односу на прошлогодишњу игру. Режим је доступан само на Плејстејшн 4, рачунару и Иксбокс Један верзији игре. Неколико промена је направљено како би се играчу дала већа контрола над својом суперзвездом. На личност лика може се утицати кроз поступке, као што је формирање савеза и ривалства. Ауторитет је представљен у режиму, при чему играч има могућност да их подржи или пркоси, што утиче на њихову каријеру. Играчи су такође у могућности да се мешају у мечеве других суперзвезда како би створили ривалство.

#### Universe
Режим WWE Universe омогућава играчу да креира сопствене WWE емисије и pay-per-view догађаје, омогућавајући им да стварају ривалства и свађе за рваче појединаца и/или тимске рваче, и омогућиће им да креирају прилагођене арене и шампионске титуле.

#### Online
Играчи су могли да имају низ различитих мечева повезујући се са другим играчима на мрежи. Режим на мрежи је прекинут 31. маја 2017. године, након што је 2K објавила то на Твитеру.

### Creative Suite
Create a Diva, Create a Show, Create an Arena и Create a Championship су функције које су уклоњене у WWE 2K15 а вратиле су се у 2К16. Функција креирања суперзвезде укључује неколико нових функција, као што су фарбање за косу, промена својстава материјала (на пример, да маска или кошуља буду од винила, тканине или сатена) и нови алат за увоз фотографија лица. Количина доступних слотова за чување створених суперзвезда је повећана на 100, исти број као у 2K14 и четири пута већи износ доступан у 2K15.

## Надоградње из претходних игара
WWE 2K16 видео игра је садржала неколико надоградњи и додатака игри. Додата су задржавања за одмор, омогућавајући ликовима да успоре меч како би повратили издржљивост. Преокрети су промењени на постављени износ по мечу; да спречите играче да им шаљу нежељену пошту. Више нема екрана за учитавање између улаза; а играчи имају опцију да улете на улаз и нападну свог противника. Пинови и поднесци су се променили у настојању да се игра учини „праведнијим“.

## Маркетинг и промоција
16. јуна 2015. WWE 2K16 су званично објавили WWE и 2K, када су открили првих шест суперзвезда и дива, које ће бити укључене на списак игре. 6. јула 2015, „Стон Колд“ Стив Остин је најављен као насловна звезда за овогодишњу игру, уз дебитантски трејлер, који приказује Остина како ископава пустињу, откривајући свој прилагођени шампионски појас „Smoking Skull“ и стави га преко рамена, пре него што окрене главу, само да би зурио доле и у камеру.
27. јула 2015. 2K је објавио да ће Т-800 Терминатор Арнолда Шварценегера (и Терминатор и Терминатор 2: Судњи дан верзије) бити лик за игру доступан као ексклузива за претпродају. Истог дана објављен је други трејлер са Арнолдом Шварценегером, Данијелом Брајаном, Евом Мари, Пејџ, Фином Балором и Дином Емброузом како би промовисао укључивање лика Терминатора у игру. Трејлер је био реконструкција барске сцене из Терминатора 2: Судњи дан. 2K је затим објавио први званични снимак екрана игре, WWE Raw са каубојским шеширом Џона „Бредшоа“ Лејфилда на њему.
4. августа 2015, ИГН је открио прве снимке екрана, гејмплеј и улазе за WWE 2K16 на Gamescom-у. ИГН се затим бавио издавањем новијих снимака екрана, анимација, функција и уметничких дела који би били укључени у игру. Такође су се бавили седмичним издавањем суперзвезда које ће бити представљене у игрици, назвавши је "IGN's Roster 3:16". Најављена је арапска локализација за земље Блиског истока. Демо за игру се могао играти на одабраним Валмарт локацијама широм Сједињених Држава у оквиру „WWE 2K16 Early Access Tour“. 2K је затим 25. септембра 2015. објавио трејлер са детаљима о режиму MyCareer у игри Серија трејлера у којима Стон Kолд проповеда из „The Book of Austin“ дала је детаље о списку игре, коментарима тројице играча, звучној подлози игре и комплету функција игре. Трећи трејлер за живу акцију, под називом „Bonfire“ је објављен 20. октобра 2015. са Остином, Стингом, Сетом Ролинсом, Русевом, Пејџ, Кејн и Емброузом.
17. фебруара 2016. објављена је верзија за Мајкрософт Виндовс, а објављена је 10. марта 2016. године. Рачунарско издање укључује све раније објављене ДЛЦ бесплатно.